# 馮薪朵
馮薪朵（1992年1月24日—），女，辽宁大连人，中國大型女子偶像團體SNH48的暫休成員。2013年8月18日以SNH48二期生成员的身份正式出道，同年11月11日加入SNH48 Team NII。2015年2月13日至2017年12月21日担任Team NII隊長。2019年10月18日兼任BEJ48 Team E。

## 生平
2013年8月18日，通过SNH48二期生选拔并从4万7千多人中脱颖而出，成为34名合格者之一。11月11日，升格為SNH48 Team NII 24名成員之一。11月16日，參加「中國移動「咪咕和Ta的朋友」～這些年，我們一起追過的SNH48～ SNH48廣州萬人演唱會」。12月31日，參加東方衛視跨年晚會。
2014年1月18日，參加「SNH48紅白歌會」。12月31日，參加東方衛視跨年晚會。
2015年1月31日，參加「SNH48年度金曲大賞演唱會」。2月13日，宣佈担任Team NII队长。3月28日，入選《雨季之后》選拔組，也是馮薪朵首次參與選拔。6月27日，專屬網絡節目《周刊少女SNH48》開播。7月25日，於SNH48第二屆總選舉獲得第12名，最終獲得22020.7票，入選第二屆總選舉選拔組。12月26日，参与了「SNH48第二届年度金曲大赏BEST 30」。
2016年4月20日，参加2016丝芭传媒战略发布会。7月30日，於SNH48第三屆總選舉獲得第5名，最終獲得88598.8票，入選第三屆總選舉選拔組，首次進入神七。9月15日，參加2016湖南衛視中秋晚會。12月31日，參加東方衛視跨年晚會。
2017年1月7日，參加「SNH48第三屆年度金曲大賞BEST 50」。2月11日，參加江苏卫视2017元宵晚会。3月2日，參加优酷网《胜利的游戏》的節目錄製。5月10日，參加江苏卫视《鲜厨当道》的節目錄製。7月29日，於SNH48第四屆總選舉獲得第4名，最終獲得133607.1票，入選第四屆總選舉選拔組。12月21日，宣布辭去Team NII隊長職務。12月31日，參加江蘇衛視跨年晚會。
2018年5月6日，于SNH48星梦剧院举行Team NII【朵来朵趣的心跳】馮薪朵生日公演。5月13日，參與製作、主持的安徽衛視綜藝《蜜食记III》首播。6月14日，出席天貓超級榜單盛典。7月21日，于SNH48星梦剧院举行Team NII【N·Fly】馮薪朵拉票公演。7月28日，於SNH48第五屆總選舉獲得第3名，最終獲得174,020.18票，入選第五屆總選舉選拔組。
2019年3月24日舉辦【Synesthesia】Team NII馮薪朵生日會。7月6日第六屆SNH48人氣總決選個人宣言公布。9月14日，出席MYCC綿陽動漫節。10月18日，兼任BEJ48 Team E，并出席同日举行的Team E 3rd Stage「羽化成蝶」首演。11月8日首次参与「羽化成蝶」公演演出。12月21日，於SNH48 GROUP第六屆年度金曲大賞演唱會與陸婷表演年度金曲《Hold Me Tight》。
2020年1月11日，傳出與參加過《創造營2019》的男星陸思恆同居之視頻。1月22日，有自稱馮薪朵小號的微博帳號就事件回應稱自己患上抑鬱症，並且將準備退出SNH48。同年6月13日，SNH48官方將馮薪朵列為暫休成員。
2022年9月，因合同纠纷，冯薪朵与SNH48另一成员黄婷婷向丝芭传媒提起上诉。同年11月，相关合同纠纷一审法律文书公开。法院依法判决双方解除合约，冯薪朵支付丝芭公司违约金120万元。冯薪朵已提出上诉，二审已于9月27日在上海市第二中级人民法院开庭。2023年2月8日，冯薪朵因与丝芭传媒相关合同纠纷而被列入失信被执行人名单，并限制高消费。同年12月1日，馮薪朵的資料在SNH48和BEJ48的官網上被刪除。

## 轶事
- 在高三之前名字一直為馮碩[17]。
- 喜歡的藝人為AKB48的梅田彩佳[18]，喜歡的歌手是椎名林檎[19]。
- 撒嬌的時候愛說「卟卟」[20]。
- 小時候被媽媽帶去測試智商，測試結果為智商有一百四十[21]。在關鍵時刻能夠做出成熟正確的決策，但是平時智商經常脫線，展現了她天然呆的可愛屬性。
- 十分擅長畫畫，曾負責設計SNH48的第七張EP《雨季之後》內的小遊戲「星夢種子」整體配色方案 [22]及HO2的第一张EP《笔下之城》首发版的标志及歌词本手绘。
- 劇場的自我介紹是「Happy。大家好，我是Team NII的馮薪朵。」，现已停用。
- 家乡在冯家屯[23]。

## 參與歌曲

### EP
| 張 | 單曲名稱           | 參與歌曲名稱   | 名義     | MV | 備註               |
| -- | ------------------ | -------------- | -------- | -- | ------------------ |
| 3  | 《愛的幸運曲奇》   | 浪漫聖誕夜     | Team NII |    |                    |
| 4  | 《心電感應》       | 爱的意义       | Team NII |    |                    |
| 5  | 《嗚吒》           | 第一只兔子     | Team NII |    |                    |
| 6  | 《青春的約定》     | 因為喜歡你     | Team NII |    |                    |
| 7  | 《雨季之後》       | 雨季之後       |          | ★  |                    |
| 7  | 《雨季之後》       | 愛情養成日記   | Team NII |    |                    |
| 8  | 《盛夏好聲音》     | 親吻進行式     | Team NII |    |                    |
| 9  | 《萬聖節之夜》     | 萬聖節之夜     | 高飞组   | ★  |                    |
| 9  | 《萬聖節之夜》     | 初恋蝴蝶       | Team NII |    |                    |
| 10 | 《新年的鐘聲》     | 麵包和奶油     | Team NII |    |                    |
| 11 | 《源動力》         | 正義之手       | Team NII |    |                    |
| 12 | 《夢想島》         | 專屬派對       | Team NII |    |                    |
| 13 | 《公主披風》       | 公主披風       | 高飞组   | ★  |                    |
| 13 | 《公主披風》       | Do it          | Team NII |    |                    |
| 14 | 《新年這一刻》     | 新年這一刻     |          | ★  |                    |
| 14 | 《新年這一刻》     | Brave Heart    | Team NII |    |                    |
| 15 | 《彼此的未來》     | 彼此的未來     |          | ★  |                    |
| 15 | 《彼此的未來》     | 傾聽我的愛     | Team NII |    |                    |
| 16 | 《夏日檸檬船》     | 限定季         | Team NII |    |                    |
| 17 | 《那不勒斯的黎明》 | 那不勒斯的黎明 | 星光组   | ★  |                    |
| 18 | 《甜蜜盛典》       | 甜蜜盛典       |          | ★  |                    |
| 18 | 《甜蜜盛典》       | 好運來         |          | ★  | 与黄婷婷为中心成员 |
| 20 | 《森林法则》       | 森林法则       |          | ★  |                    |
| 21 | 《魔女的诗篇》     | 魔女的诗篇     | 星光组   | ★  |                    |

### 专辑
| 張 | 專輯名稱     | 參與歌曲名稱 | 備註 |
| -- | ------------ | ------------ | ---- |
| 1  | 《一心向前》 | 一心向前     |      |
| 1  | 《一心向前》 | 無盡旋轉     |      |
| 1  | 《一心向前》 | 飛翔入手     |      |
| 1  | 《一心向前》 | 激流之戰     |      |
| 1  | 《一心向前》 | 馬尾與髮圈   |      |

### 劇場公演分組曲
| 公演名稱                                | 參與歌曲名稱 | 備註                     |
| --------------------------------------- | ------------ | ------------------------ |
| Team NII 1st Stage「劇場女神」公演      | 暴风雨之夜   | 与赵粤、陈佳莹、陆婷     |
| Team NII 2nd Stage「逆流而上」公演      | 曲终人散     | 与赵粤、龚诗淇、徐言雨   |
| Team NII 3rd Stage「前所未有」公演      | 燃烧的道路   | 与鞠婧祎                 |
| Team NII 4th Stage「我的太陽」公演      | 爱到累了     | 与鞠婧祎、陆婷           |
| Team NII 紀念公演「十八個閃耀瞬間」公演 | 如果你拥抱我 | 与鞠婧祎、唐安琪         |
| Team NII 5th Stage「專屬派對」公演      | 黑天鹅       | 与陆婷、陈佳莹、龚诗琪   |
| Team NII 6th Stage「以愛之名」公演      | 獵夢         | 与陈问言、何晓玉         |
| Team NII 6.5th Stage「以愛之名2.0」公演 | 獵夢         | 与陈问言、何晓玉         |
| Team NII Waiting Stage“N.E.W”公演       | 不安星       | 与赵粤                   |
| Team NII 7th Stage“时之卷”公演          | 暗羽         | 为中心成员，与谢妮、张怡 |

### 演唱會分組曲
| 名稱                           | 日期     | 參與歌曲名稱   | 備註         |
| ------------------------------ | -------- | -------------- | ------------ |
| 2015年                         |          |                |              |
| SNH48年度金曲大賞BEST 30 2015  | 1月31日  | 燃燒的道路     | 與李藝彤     |
| SNH48第二屆年度金曲大賞BEST 30 | 12月26日 | 都是夜風惹的禍 | Solo         |
| SNH48第二屆年度金曲大賞BEST 30 | 12月26日 | 愛恨的淚       | 與陸婷       |
| 2016年                         |          |                |              |
| SNH48第三屆總選舉演唱會        | 7月30日  | Don't touch    | 與陸婷、趙粵 |
| 2017年                         |          |                |              |
| SNH48第三屆年度金曲大賞BEST 50 | 1月7日   | 青春的花瓣     | Solo         |
| SNH48第三屆年度金曲大賞BEST 50 | 1月7日   | 青澀的香蕉     | 與陸婷       |
| SNH48第三屆年度金曲大賞BEST 50 | 1月7日   | 下一站是你     | 與李藝彤     |
| SNH48第四屆總選舉演唱會        | 7月29日  | 天使的圈套     | 與曾艷芬     |
| 2018年                         |          |                |              |
| SNH48第五屆總選舉演唱會        | 7月28日  | 无声的探戈     | 與张语格     |
| 2019年                         |          |                |              |
| SNH48第六屆總選舉演唱會        | 7月27日  | 畫             | Solo         |

## 戲劇

### 電影
| 上映時間 | 名稱                   | 角色 | 備註   |
| -------- | ---------------------- | ---- | ------ |
| 2016年   | 紀念品                 | 朵朵 | 微電影 |
| 2018年   | 大梦西游5三恋白骨精    |      |        |
| 2018年   | 大梦西游番外之拯救悟空 |      |        |
| 待上映   | 白蛇傳奇之大話許仙     |      |        |

### 紀錄片
| 上映時間      | 名稱                             | 備註              |
| ------------- | -------------------------------- | ----------------- |
| 2015年6月22日 | SNH48 少女的巴別塔               | SNH48首部紀錄片   |
| 2016年6月2日  | SNH48 比翼齊飛                   | SNH48第二部紀錄片 |
| 2017年6月3日  | SNH48 我心翱翔                   | SNH48第三部紀錄片 |
| 2018年3月19日 | TEAM NII 纪录片《48的N次方》     |                   |
| 2018年7月10日 | SNH48 砥礪前行                   | SNH48第四部紀錄片 |
| 2019年7月10日 | TEAM NII 纪录片《永恒的BINGO！》 |                   |

## 节目

### 電視節目
| 節目名稱                      | 日期           | 播出平台 | 備註 |
| ----------------------------- | -------------- | -------- | ---- |
| 其它節目                      |                |          |      |
| 2015年4月5日                  | 炫动漫中國     | 炫动卡通 |      |
| 2015年7月10日                 | 學長駕到       | 炫动卡通 |      |
| 2015年11月11日                | 炫动音乐前线   | 炫动卡通 |      |
| 2015年10月31日                | 今晚80后脱口秀 | 東方衛視 |      |
| 2015年11月12日                | 我們都愛笑     | 湖南衛視 |      |
| 2016年1月10日                 | 我要上春晚     | CCTV-3   |      |
| 2016年1月16日                 | 疯狂的麦咭     | 金鹰卡通 |      |
| 2016年3月27日                 | 超級大首映     | 安徽衛視 |      |
| 2016年10月21日                | 超級大首映     | 安徽衛視 |      |
| 2016年5月7日                  | 再见吧烦恼     | 甘肃卫视 |      |
| 2016年5月14日                 | 再见吧烦恼     | 甘肃卫视 |      |
| 2016年9月10日                 | 快樂大本營     | 湖南衛視 |      |
| 2017年3月18日                 | 快樂大本營     | 湖南衛視 |      |
| 2017年1月1日                  | 国剧盛典       | 安徽衛視 |      |
| 2017年5月9－10日              | 2017快樂男聲   | 湖南衛視 |      |
| 2017年5月10日－               | 鲜厨当道       | 江苏卫视 |      |
| 2017年11月9日                 | 蜜食记第二季   | 安徽衛視 |      |
| 2018年1月7日                  | 蜜食记第二季   | 安徽衛視 |      |
| 2018年5月13日－7月1日         | 蜜食记第三季   | 安徽衛視 |      |
| 2018年12月13日－2019年1月31日 | 蜜食记第四季   | 安徽衛視 |      |
| 2019年11月22日－              | 蜜食记第五季   | 安徽衛視 |      |

### 網絡節目
| 節目名稱                                      | 日期          | 播出平台           | 備註 |
| --------------------------------------------- | ------------- | ------------------ | ---- |
| SNH48 專屬綜藝                                |               |                    |      |
| 2014年2月20日－2015年7月10日                  | 上海學院48    | 朝日电视台网上电视 |      |
| 2014年7月4日－10月17日                        | SNHello       | 优酷网、土豆网     |      |
| 2015年6月27日－11月1日 2016年4月9日－11月20日 | 周刊少女SNH48 | AcFun              |      |
| 2015年7月28日－9月8日                         | 進擊的女生    | 騰訊視頻           |      |
| 2016年6月28日－7月27日                        | 偶像的挑戰    | 騰訊視頻           |      |
| 其它節目                                      |               |                    |      |
| 2016年1月15日                                 | 最強星主播    | 愛奇藝             |      |
| 2016年4月12日                                 | 斗鱼红歌榜    | 斗鱼TV             |      |
| 2016年4月29日                                 | 樂有樂彈樂    | 騰訊視頻           |      |
| 2016年6月2日                                  | 星APP风云榜   | 騰訊視頻           |      |
| 2017年3月2日－                                | 胜利的游戏    | 优酷网             |      |
| 2017年4月1日                                  | 脑洞大开      | 优酷网             |      |
| 2017年5月7日                                  | 快乐男声      | 优酷网             |      |
| 2017年6月20日                                 | 超次元偶像    | 优酷网             |      |
| 2018年11月10日-                               | 故事王第二季  | Bilibili           |      |

## 外部連結
- SNH48官方网站上的介绍 （页面存档备份，存于）
- BEJ48官方网站上的介绍[]
- 馮薪朵的新浪微博
- 馮薪朵的Instagram帳戶